# Christuskirche (Lutherstadt Wittenberg)

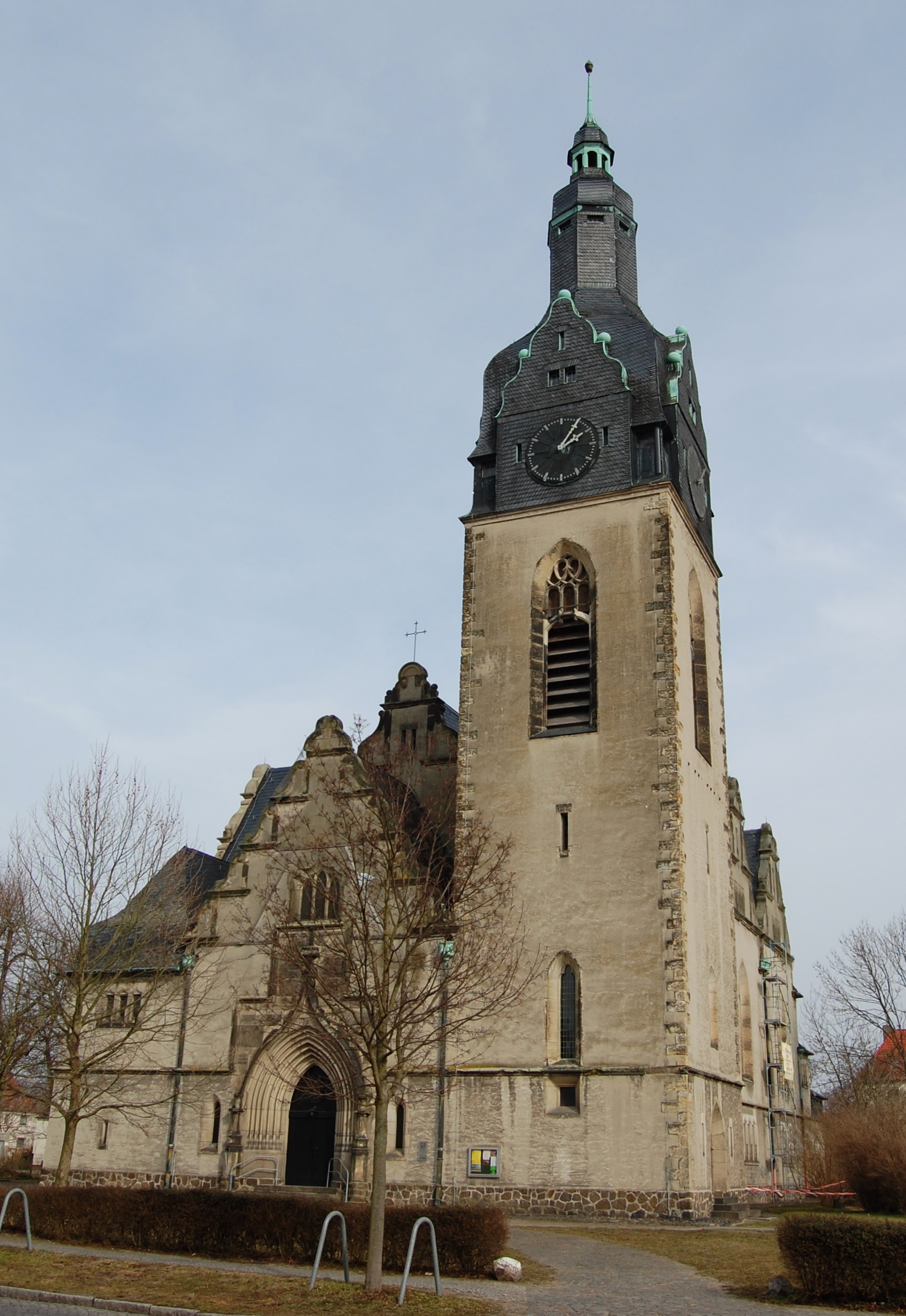
Christuskirche (2011, Westsüdwestansicht)

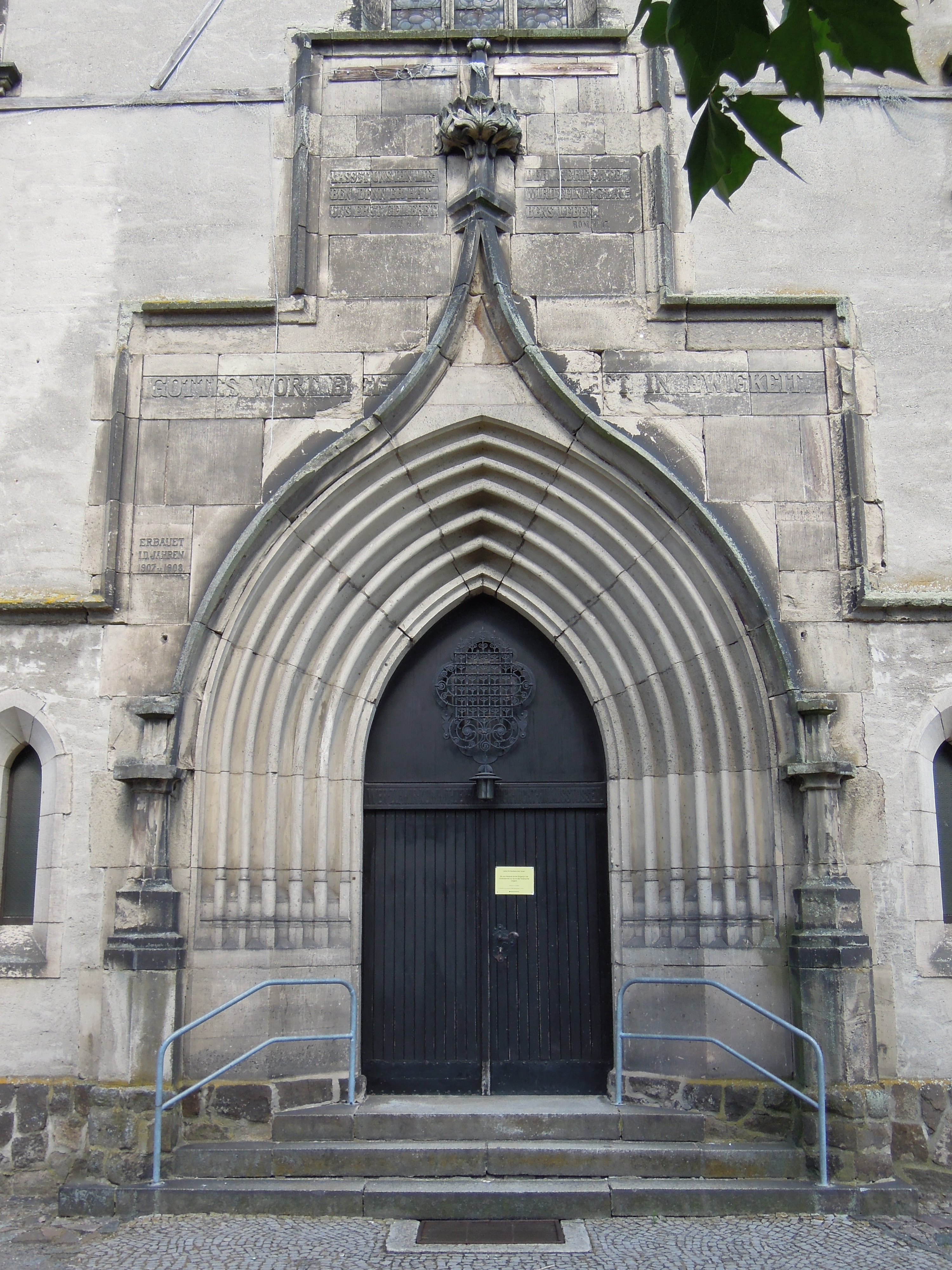
Abgetrepptes Hauptportal (2022)

Die Christuskirche ist eine evangelische Kirche im Ortsteil Kleinwittenberg der Lutherstadt Wittenberg in Sachsen-Anhalt. Die Gemeinde gehört zum Kirchenkreis Wittenberg im Propstsprengel Halle-Wittenberg der Evangelischen Kirche in Mitteldeutschland.

## Architektur und Geschichte
Die Saalkirche wurde in den Jahren 1907 und 1908 nach einem Entwurf von Friedrich Beisner gebaut und am 8. November 1908 eingeweiht. Sie prägt das Ortsbild der ehemaligen Wittenberger Vorstadt Kleinwittenberg. Der monumentale Bau entstand in einem historisierenden Stil. Dekorative Elemente sind in neogotischen Formen gestaltet. Der quadratische Kirchturm befindet sich an der südwestlichen Ecke des Gebäudes. Das Eingangsportal befindet sich an der Westseite, nördlich versetzt bezogen auf den Turmsockel. Der Chor schließt gerade ab. Im Stil der Neorenaissance sind entlang des Schiffs, aber auch der östlichen Fassade des Chors und allen Seiten des Turms Zwerchgiebel angeordnet.
Das Kircheninnere verfügt über umlaufende Emporen. Die Ausmalung des Kircheninneren stammt vom Berliner August Oetken, die Ausführung oblag der Wittenberger Baufirma E. Bethke. Die Orgel mit 27 klingenden Stimmen wurde von der Firma Furtwängler & Hammer aus Hannover gefertigt. Besonders prächtig gestaltet ist der Orgelprospekt. Auch der in Form eines Kelches historisierend gestaltete Taufstein stammt aus der Bauzeit.
Als älteres Ausstattungsstück ist ein aus der Zeit vom Ende des 15. Jahrhunderts stammendes spätgotisches Kruzifix zu nennen. Ursprünglich befand es sich in der Stadtkirche Delitzsch. Eine in der Kirche befindliche Bronzeglocke entstand 1477. Als Glockengießer wird Georg Wolgast der Ältere vermutet. Sie wurde von der Bitterfelder Kirchengemeinde gekauft. Zwei weitere Glocken von 1700 bzw. 1894 mussten im Ersten Weltkrieg abgeliefert werden und wurden eingeschmolzen, dafür wurden Stahlglocken von der Glockengießerei Schilling & Lattermann aus Apolda erworben.